# Nicolás Siri
Nicolás Siri (Montevideo, 17 de abril de 2004) es un futbolista uruguayo que juega en la posición de delantero y su equipo es Lommel S. K. de la Segunda División de Bélgica.

## Trayectoria

### Danubio
Nicolás jugó su primer partido profesional el día 20 de septiembre de 2020 contra Boston River, Siri entraría en el minuto 66 por Luciano Nequecaur y el partido terminaría con un resultado final de 2-2. Con 16 años, jugó su primer partido como titular ante Nacional. En este encuentro, marcó su primer gol en el minuto 40, lo que fue el 1-1 parcial. Finalmente, terminó en victoria del conjunto franjeado por 2-1.
En la fecha siguiente, Siri marcó un hat-trick convirtiéndose el jugador más joven en anotar un triplete en un Campeonato de Liga de máxima categoría (Primera División) con 16 años y 337 días ante Boston River, en un partido crucial en la lucha por el descenso, goleando a Boston River por 5-1.

### Montevideo City Torque
El 27 de agosto de 2021, firma por Montevideo City Torque y deja Danubio.

## Estadísticas

### Clubes
Actualizado al último partido jugado el 7 de noviembre de 2021.
| Danubio F. C. · Uruguay                                                                                                | 2020          | 1.ª           | 10 | 4 | —  | — | — | — | 10 | 4 | 0.40 |
| Danubio F. C. · Uruguay                                                                                                | 2021          | 2.ª           | —  | — | 10 | — | — | — | 10 | 0 | 0    |
| Danubio F. C. · Uruguay                                                                                                | Total club    | Total club    | 10 | 4 | 10 | 0 | 0 | 0 | 20 | 4 | 0.20 |
| Montevideo City Torque · Uruguay                                                                                       | 2021          | 1.ª           | 3  | — | —  | — | — | — | 3  | 0 | 0    |
| Montevideo City Torque · Uruguay                                                                                       | Total carrera | Total carrera | 13 | 4 | 10 | 0 | 0 | 0 | 23 | 4 | 0.17 |
| (1) Incluye datos de Torneo Intermedio (2020-21) y Liga de Ascenso (2021). (3) No incluye goles en partidos amistosos. |               |               |    |   |    |   |   |   |    |   |      |

## Palmarés

### Títulos internacionales
| Título              | Equipo               | País      | Año  |
| ------------------- | -------------------- | --------- | ---- |
| Copa Mundial Sub-20 | Selección de Uruguay | Argentina | 2023 |